# عشاري البوران
عشاري البوران هو مركب لاعضوي ينتمي إلى مركبات البورانات وله الصيغة B10H14، ويكون على شكل بلورات بيضاء.

## التحضير
يحضّر عشاري البوران من التحلل الحراري لمركب ثنائي البوران.
يمكن الحصول على المركب أيضاً من التحلل الحراري لمركب خماسي البوران.

## الخصائص
يتفاعل عشاري البوران مع قواعد لويس (L) مثل أسيتونتريل CH3CN وكبريتيد ثنائي الميثيل CH3)2S)، ليشكل مشتقات لها الصيغة العامة B10H12·2L.
{\displaystyle \mathrm {B_{10}H_{14}\ +\ 2\ L\ \longrightarrow \ B_{10}H_{12}\ {.}\ L_{2}\ +\ H_{2}} }
هذه الأنواع، والتي تعرف باسم عناقيد أراخنو "arachno"، تتفاعل بدورها مع الأسيتيلين لتعطي معقدات كلوسو "closo" الكربوران من النمط أورثو.
{\displaystyle \mathrm {B_{10}H_{12}\ {.}\ 2L\ +\ C_{2}H_{2}\ \longrightarrow \ C_{2}B_{10}H_{12}\ +\ 2\ L+\ H_{2}} }

## الاستخدامات
بما أن عشاري البوران يتفكك في البلازما، حيث يعطي أيونات البورون أحادية الذرّة، لذلك يستخدم في تقنية غرس الأيونات منخفضة الطاقة من أجل صناعة أشباه الموصلات، وفي تقنية الترسيب الكيميائي للبخار بمساعدة البلازما. بالإضافة إلى ذلك، يدرس اسنخدامه كوقود محتمل في مفاعلات الاندماج النووي اللانيوتروني. في تطبيق آخر، يستفاد من خاصية امتصاص البورون للنيوترونات في صنع رقائق من عشاري البوران ودمجها في المادة المركبة لجدران مفاعل توكاماك، وذلك للتقليل من الشوائب والجسيمات الأخرى من الدخول إلى وسط البلازما، ومن أجل تحسين الأداء.
استخدم عشاري البوران في السابق كمادة مضافة إلى وقود الصواريخ، كما درس استخدام مشتقاته مثل إيثيل عشاري البوران.